# James Brown Is Dead
James Brown Is Dead is een nummer van het Nederlandse houseduo L.A. Style uit 1991. Het is de eerste single van hun titelloze debuutalbum.
Toen de dj's Wessel van Diepen en Michiel van der Kuy het nummer opnamen, speelden ze in op de opkomst van de hardere stroming van housemuziek. "James Brown Is Dead" werd niet onder de eigen namen uitgebracht; er werd een verhaal bedacht over ene Denzil Slemming, een Amerikaanse dj die in Nederland woonachtig zou zijn. Het nummer werd een enorme hit en schoot snel door naar nummer 1 in de Top 40. Daarbij was het de eerste danceplaat van Nederlandse makelij die een nummer-1-positie wist te krijgen. Ook in het Duitse taalgebied, Italië, Spanje, Australië en Zweden werd het nummer een grote hit. Het bereikte zelfs de Amerikaanse Billboard Hot 100, waarin het goed was voor een 59e positie. Hiermee was het in diverse landen, waaronder de Verenigde Staten, voor het eerst dat een rave-nummer de hitparades haalde.
Het nummer zorgde voor een kettingreactie. Niet veel later scoorde Holy Noise een hit met James Brown is still alive. Ook andere producers flansten vergelijkbare nummers in elkaar zoals Traumatic Stress met Who the Fuck is James Brown, Interactive met Who is Elvis?, 7 Sons met Vater Abraham ist tod en Obscure FM met Michael Jackson Is in Heaven Now.

## Trivia
- Over de herkomst van de titel doen verschillende verhalen de ronde. Een daarvan is dat Michiel van der Kuy hem onthield nadat een verwarde man in een discotheek in Los Angeles dat iedereen vertelde. Daar zou ook de naam L.A. Style vandaan komen[1].
- De stem die "James Brown is dead" meldt is door Wessel van Diepen zelf ingesproken.
- Voor het nummer "James Brown is Dead" werd de Veronica-jingle Herinnert u zich deze nog? gesampled.
- De tekening op de hoes is gemaakt door ene FoCo. De Belgische producer Fonny De Wulf gebruikt deze naam ook als alias. Een tijdje na "James Brown is Dead" uitkwam, bracht hij als R.T.Z. (Return To Zero) de plaat Dance Your Ass Off uit, en hier vinden we, net zoals bij LA Style, de producer Ray Decadance terug. Beide nummers klinken ook gelijkaardig.
- Toen James Brown in 2006 echt stierf draaiden meerdere radiostations het nummer als eerbetoon.
- Het nummer werd in 2009 gesampled door The Prodigy voor het nummer Piranha.
- De videoclip is geproduceerd door het toenmalige Amsterdamse lokale televisiekanaal Staats TV Rabotnik.

## Hitnoteringen

### Nederlandse Top 40
| Hitnotering: 21-09-1991 t/m 21-12-1991 | Hitnotering: 21-09-1991 t/m 21-12-1991 | Hitnotering: 21-09-1991 t/m 21-12-1991 | Hitnotering: 21-09-1991 t/m 21-12-1991 | Hitnotering: 21-09-1991 t/m 21-12-1991 | Hitnotering: 21-09-1991 t/m 21-12-1991 | Hitnotering: 21-09-1991 t/m 21-12-1991 | Hitnotering: 21-09-1991 t/m 21-12-1991 | Hitnotering: 21-09-1991 t/m 21-12-1991 | Hitnotering: 21-09-1991 t/m 21-12-1991 | Hitnotering: 21-09-1991 t/m 21-12-1991 | Hitnotering: 21-09-1991 t/m 21-12-1991 | Hitnotering: 21-09-1991 t/m 21-12-1991 | Hitnotering: 21-09-1991 t/m 21-12-1991 | Hitnotering: 21-09-1991 t/m 21-12-1991 | Hitnotering: 21-09-1991 t/m 21-12-1991 |
| Week                                   | 1                                      | 2                                      | 3                                      | 4                                      | 5                                      | 6                                      | 7                                      | 8                                      | 9                                      | 10                                     | 11                                     | 12                                     | 13                                     | 14                                     |                                        |
| -------------------------------------- | -------------------------------------- | -------------------------------------- | -------------------------------------- | -------------------------------------- | -------------------------------------- | -------------------------------------- | -------------------------------------- | -------------------------------------- | -------------------------------------- | -------------------------------------- | -------------------------------------- | -------------------------------------- | -------------------------------------- | -------------------------------------- | -------------------------------------- |
| Nummer                                 | 31                                     | 16                                     | 5                                      | 3                                      | 2                                      | 1                                      | 1                                      | 2                                      | 3                                      | 5                                      | 9                                      | 16                                     | 23                                     | 32                                     | uit                                    |

### Nationale Top 100
| Hitnotering: 14-09-1991 t/m 18-01-1992 | Hitnotering: 14-09-1991 t/m 18-01-1992 | Hitnotering: 14-09-1991 t/m 18-01-1992 | Hitnotering: 14-09-1991 t/m 18-01-1992 | Hitnotering: 14-09-1991 t/m 18-01-1992 | Hitnotering: 14-09-1991 t/m 18-01-1992 | Hitnotering: 14-09-1991 t/m 18-01-1992 | Hitnotering: 14-09-1991 t/m 18-01-1992 | Hitnotering: 14-09-1991 t/m 18-01-1992 | Hitnotering: 14-09-1991 t/m 18-01-1992 | Hitnotering: 14-09-1991 t/m 18-01-1992 | Hitnotering: 14-09-1991 t/m 18-01-1992 | Hitnotering: 14-09-1991 t/m 18-01-1992 | Hitnotering: 14-09-1991 t/m 18-01-1992 | Hitnotering: 14-09-1991 t/m 18-01-1992 | Hitnotering: 14-09-1991 t/m 18-01-1992 | Hitnotering: 14-09-1991 t/m 18-01-1992 | Hitnotering: 14-09-1991 t/m 18-01-1992 | Hitnotering: 14-09-1991 t/m 18-01-1992 | Hitnotering: 14-09-1991 t/m 18-01-1992 |
| Week                                   | 1                                      | 2                                      | 3                                      | 4                                      | 5                                      | 6                                      | 7                                      | 8                                      | 9                                      | 10                                     | 11                                     | 12                                     | 13                                     | 14                                     | 15                                     | 16                                     | 17                                     | 18                                     |                                        |
| -------------------------------------- | -------------------------------------- | -------------------------------------- | -------------------------------------- | -------------------------------------- | -------------------------------------- | -------------------------------------- | -------------------------------------- | -------------------------------------- | -------------------------------------- | -------------------------------------- | -------------------------------------- | -------------------------------------- | -------------------------------------- | -------------------------------------- | -------------------------------------- | -------------------------------------- | -------------------------------------- | -------------------------------------- | -------------------------------------- |
| Nummer                                 | 76                                     | 46                                     | 22                                     | 6                                      | 2                                      | 2                                      | 1                                      | 1                                      | 2                                      | 3                                      | 4                                      | 8                                      | 10                                     | 25                                     | 38                                     | 50                                     | 64                                     | 83                                     | uit                                    |